# Оссемс, Патрик
Патрик Оссемс (фр. Patrick Aussems; 2 февраля 1965, Мулинген, Бельгия) — бывший бельгийский футболист, ныне — тренер.

## Биография
Благодаря высокому росту Оссемс попал в состав одной из сильнейших команд Бельгии — «Стандард» (Льеж). За нее он провел несколько лет на позиции защитника, вызывался в молодежную сборную страны. Одним из последних клубов в карьере футболиста стал французский «Труа», в котором он выполнял роль играющего тренера. Затем бельгиец возглавлял ряд местных коллективов низших лиг.
Позднее специалист работал в Африке и в Китае, где его прозвали тренером-романтиком. В разные годы Оссемс руководил сборными Бенина и Непала.
В 2019 году наставник привел танзанийскую «Симбу» к титулу чемпиона страны. Также Оссемс впервые за 25 лет вывел его в четвертьфинал клубного Кубка африканских наций.

## Достижения

### Футболиста
- Финалист Кубка Бельгии (1): 1983/84.

### Тренера
- Чемпион Танзании (1): 2018/2019.